# .577/450 Martini–Henry

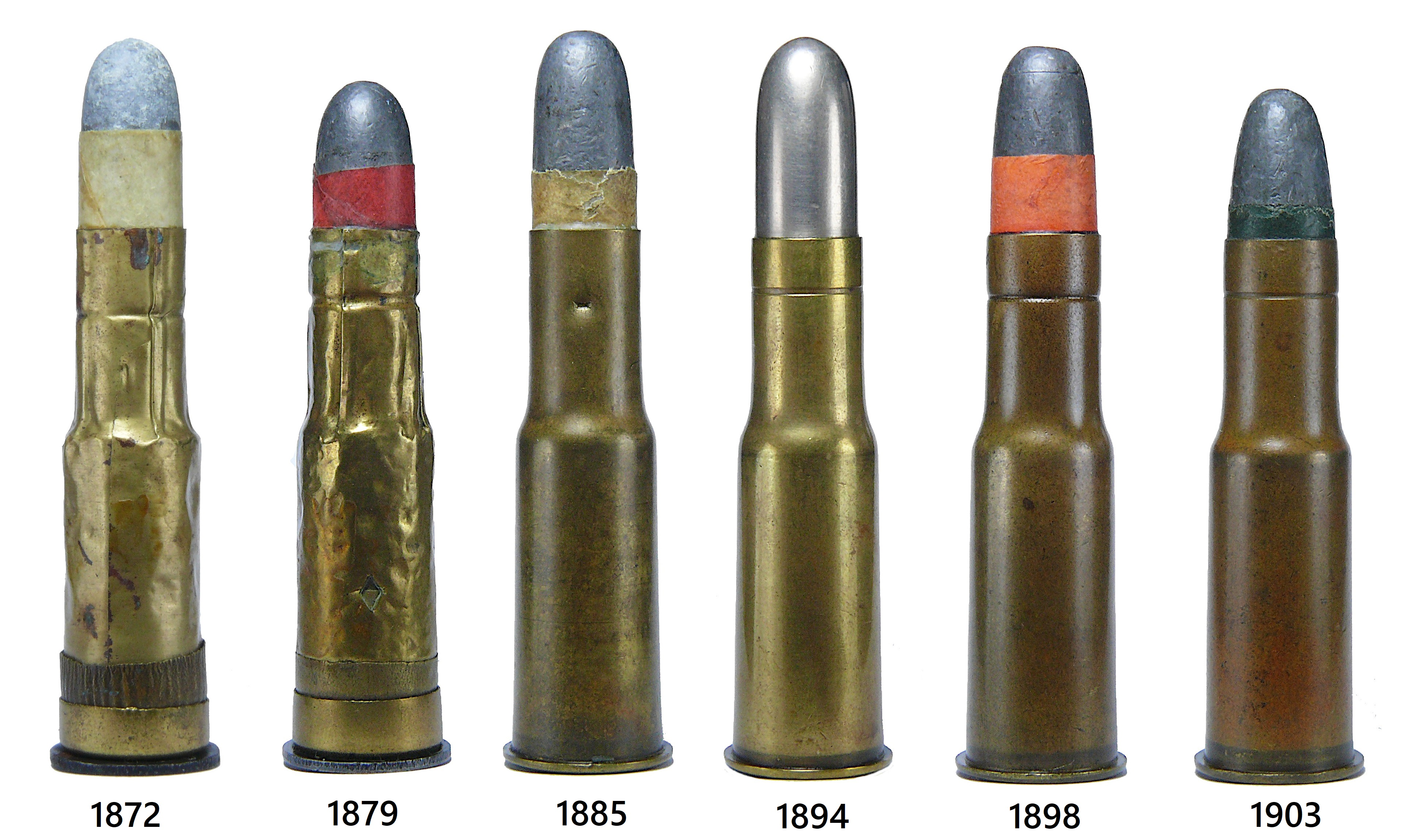
O cartucho .577/450 Martini–Henry ao longo dos anos: de uma folha de latão laminada passando por latão trefilado e chegando a estojos rígidos modernos.

O .577/450 Martini–Henry é um cartucho metálico de pólvora negra, foi o cartucho de serviço britânico padrão do início de 1870 que passou por duas mudanças docartucho original, uma folha de latão com 14 partes, para o latão moldado de duas partes, o estojo e a espoleta. O .577/450 Martini–Henry foi introduzido com o rifle Martini–Henry, em serviço ele sucedeu ao cartucho .577 Snider e foi usado por todas as armas das forças armadas britânicas, bem como pelas forças coloniais britânicas em todo o Império Britânico até que ele próprio foi sucedido pelo cartucho .303 British após tentativa malsucedida de um calibre .402 experimental.

## Projeto
O .577/450 Martini–Henry é um cartucho para rifles, com aro, do tipo "garrafa", de fogo central, derivado do .577 Snider, que foi alongado e estrangulado. O .577/450 Martini–Henry foi desenvolvido para uso no rifle de serviço Martini–Henry de tiro único, originalmente carregado com pólvora negra, posteriormente foi carregado com cordite como propelente.